# Харитонов Федір Михайлович
Харитонов Федір Михайлович (24 січня 1899, село Василівське, Ярославська губернія, Російська імперія (нині — у складі міста Рибінськ, Росія) — 28 травня 1943, Москва, СРСР) — радянський воєначальник, генерал-лейтенант (20.12.1942). 

## Біографія
Народився 24 (11 за старим стилем) січня 1899 року в селі Василівському Ярославської губернії в селянській родині. Закінчив чотирикласну школу в рідному селі. 
У Червоній армії — з 1918 року. Учасник Громадянської війни в Росії, тоді ж вступив до ВКП(б). Після цієї війни служив у військовому комісаріаті, закінчив курси «Постріл» (1929). 
З 1931 року — командир стрілецького полку. У 1937-1938 роках — начальник штабу 17-ї стрілецької дивізії. У 1938-1940 роках — начальник відділу штабу Московського військового округу, начальник штабу 57-го стрілецького корпусу. 
У березні 1941 року був призначений командиром 2-го повітряно-десантного корпусу. 

### Німецько-радянська війна
На початку німецько-радянської війни продовжував командувати 2-м повітряно-десантним корпусом на Південному фронті. З липня 1941 року — заступник начальника штабу Південного фронту.
У вересні 1941 року призначений командувачем 9-ї армії, на чолі якої відзначився під час контрнаступу радянських військ під Ростовом (листопад 1941 року), але був розгромлений під час Харківської битви в травні 1942 року. 
З липня 1942 року — командувач 6-ї армії, на чолі якої відзначився в ході Сталінградської битви. Пізніше 6-та армія брала участь в наступі на Харків. 
Навесні 1943 року важко захворів і був відправлений на лікування в Москву, де й помер 28 травня 1943 року. Похований на Новодівичому цвинтарі.

## Військові звання
- полковник (1936)
- комбриг (04.11.1939)
- генерал-майор (04.06.1940)
- генерал-лейтенант (20.12.1942)

## Нагороди
- Орден Червоного Прапора (22 жовтня 1941 року)
- Орден Кутузова 1-го ступеня (28 січня 1943 року)
- Медаль «ХХ років РСЧА» (23 лютого 1938 року)